# Tag Team Match: M.U.S.C.L.E.
Tag Team Match: M.U.S.C.L.E., conhecido no Japão como Kinnikuman: Muscle Tag Match, é um jogo de luta desenvolvido pela Tose e publicado pela Bandai para o Nintendo Entertainment System. A versão japonesa é baseada no mangá e anime Kinnikuman de Yudetamago, mas a edição norte-americana não, devido ao material original não ser muito conhecido fora do Japão. Em vez disso, foi lançado como um produto associado à linha de brinquedos M.U.S.C.L.E. da Mattel, que por sua vez é uma versão licenciada de Kinkeshi, também produzido pela Bandai como parte da franquia Kinnikuman.
O jogo possui oito personagens jogáveis, cada um com seu golpe especial. O jogo teve uma sequência lançada exclusivamente no Japão em 1987 para o Famicom Disk System intitulada Kinnikuman: Kinniku-sei Ōi Sōdatsusen (キン肉マン キン肉星王位争奪戦, Kinnikuman: Scramble for the Throne).

## Jogabilidade
O jogo possui dois modos, um no qual o jogador deve derrotar um oponente controlado pelo computador e outro onde dois jogadores lutam entre si.
O botão A serve para pular, e o botão B para socar ou ativar um golpe especial após coletar uma bola de energia que é lançada aleatoriamente pelo garoto chamado "Meat" (Meat Alexandria, treinador de Kinnikuman).
Vários movimentos podem ser realizados no jogo, como soco, pulo, voadora (drop kick), empurrão, empurrão nas cordas, ataque voador (pular nas cordas e rebater), laçada (lariat ou clothesline — empurrar o inimigo nas cordas e depois apertar A) e suplex (back drop — pressionar B próximo atrás do inimigo).
Embora o jogo continue indefinidamente, ele possui oficialmente 255 rodadas. Após isso, o jogador entra na rodada 0 (reiniciando a variável de 8 bits para o número de rodadas), na qual a velocidade do jogo é reiniciada e o tempo por rodada volta para 30:00 (das rodadas 100 em diante o tempo é reduzido para 10:00).
Acredita-se que a pontuação máxima possível neste jogo seja 99.999.999 pontos, mas não se sabe exatamente o que acontece depois disso — provavelmente retorna para 0 também.

## Personagens
Kinnikuman (versão norte-americana – Muscleman)
Finalizador: Kinniku Driver — levanta o oponente, salta para fora da tela e desce. É um dos golpes que mais causam dano no jogo.
Terryman
Finalizador: Calf Branding — basicamente uma versão rápida do golpe lariat, sem precisar rebater nas cordas, podendo ser feito repetidamente.
Ramenman
Finalizador: Leg Lariat — uma versão mais rápida e de maior alcance do drop kick normal.
Robin Mask
Finalizador: Tower Bridge — quebra-costas no estilo argentino (Argentine back breaker).
Buffaloman (versão norte-americana – Terri-bull)
Finalizador: Hurricane Mixer — corre por uma curta distância com a cabeça de chifres mirando no oponente.
Warsman
Finalizador: Bear Claw — cobre uma distância maior que o Hurricane Mixer.
Ashuraman
Finalizador: Ashura Buster.
Brocken Jr. (apenas na versão japonesa)
Finalizador: Nazi Gas Attack.
Geronimo (apenas na versão norte-americana)
Finalizador: Apache War Cry.
Nota: Brocken Jr. e Geronimo são o mesmo personagem neste jogo, apenas com gráficos ligeiramente diferentes.

## Lançamento
O jogo foi lançado no Japão em 8 de novembro de 1985. Foi lançado na América do Norte em outubro de 1986.
A Edição Dourada da versão japonesa do jogo se tornou um item altamente cobiçado por colecionadores, sendo considerada o "Santo Graal" da coleção de Famicom. Em 2017, essa edição foi avaliada em ¥2.000.000 (US$ 18.200).

## Recepção
O jogo vendeu 1,05 milhão de unidades no Japão.
Em uma análise retrospectiva, Christopher Baker, da AllGame, descreveu os gráficos, os efeitos sonoros e a jogabilidade como "primitivos, mesmo para um título inicial do NES".